# Solbiate Arno
Solbiate Arno (lombardul: Solbiaa) település Olaszországban, Varese megyében. Lakosainak száma 4010 fő (2023. január 1.). Solbiate Arno Carnago, Caronno Varesino, Jerago con Orago, Oggiona con Santo Stefano és Albizzate községekkel határos.

## Népesség
A település népességének változása:
| Lakosok száma | 4196 | 4153 | 4010 |
|               | 2017 | 2018 | 2023 |